# Rozhlasový Big Band Gustava Broma
Rozhlasový Big Band Gustava Broma (dříve Big Band Gustava Broma, též Orchestr Gustava Broma) je český jazzový a swingový orchestr, big band, vzniklý v roce 1940 kolem Gustava Broma. Kapela čítá kolem 20 hudebníků a vede ji dirigent Vladimír Valovič. Za dobu své existence nahrála kolem 600 různých hudebních nosičů.

## Historie
Začátky souboru se datují do června roku 1940, kdy členové poprvé veřejně vystupovali v hotelu Radhošť v Rožnově pod Radhoštěm. Od této doby vedl Gustav Brom toto hudební uskupení nepřetržitě až do své smrti dne 25. září 1995. Po něm převzal vedení orchestru Vladimír Valovič, slovenský dirigent a trumpetista.
Nejúspěšnější období orchestru představují 60. léta 20. století. Kromě bohaté účasti na domácích a zahraničních hudebních festivalech (Manchester, Norimberk, Varšava, Antibes), jsou pro něj také synonymem velkých mezinárodních úspěchů, kdy například patřil mezi šest nejlepších bigbandů světa a hostil hudební hvězdy typu Maynard Ferguson, Dizzy Gillespie, Ray Conniff, Ben Cramer a další. Ansámbl figuroval dlouho na předních místech žebříčků ankety nejuznávanějšího jazzového periodika, časopisu Down Beat.
V orchestru dlouhodobě působila řada předních československých jazzmanů (Jaromír Hnilička, Josef Audes, Mojmír Bártek, Günter Kočí, Imre Móži, Laco Tropp a další). Významná je i spolupráce orchestru s řadou hvězd české a slovenské pop music. Nutno je zmínit i spolupráci s brněnskými rockovými kapelami zejména v 60. letech 20. století a na počátku let 70. (za jiné účast na trezorovém albu skupiny Atlantis Odyssea, natočeném v roce 1969 a vydaném v roce 1990).
V roce 2013 se orchestr stal rezidenčním tělesem Českého rozhlasu a začal vystupovat pod názvem Rozhlasový Big Band Gustava Broma.

## Citát
| „                  | V Gustavově orchestru je to jako u Stana Kentona. O své členy se stará s otcovskou starostlivostí a umí je inspirovat a motivovat k velkým výkonům. | “ |
| — Maynard Ferguson | |   |

## Orchestr v televizi
Uskupení na počátku šedesátých let doprovázelo televizní soutěž Hledáme mladé talenty, kterou vysílala Československá televize. Nelze pominout několik různě pojmenovaných cyklu televizních koncertů režírovaných Jiřím Vanýskem, Rudolfem Tesáčkem, Rudolfem Chudobou a dalšími (za jiné např. Hity Gustava Broma uváděné Vladimírem Škutinou). V roce 2008 měl premiéru hodinový dokument nazvaný U sta Bromů, odvysílaný ČT2 (režie Pavel Jirásek).